# Edzná
Edzná is een ruïnestad die is gesticht door Maya-Indianen en gelegen is in Mexico. De stad gelegen op het schiereiland Yucatán op zo'n 50 km van Campeche, is opgericht in 600 v.Chr en werd verlaten in 1450 n.Chr. De bloeiperiode van de stad viel in de zevende, achtste en negende eeuw toen grote tempels en steles werden opgericht. Het belangrijkste monument is de Tempel met de Vijf Verdiepingen. Deze piramidetempel is bijzonder door het vermengen van de Puuc- en de Peténstijl.
De naam Edzná betekent "Huis van de Itzaes"